# Randburg

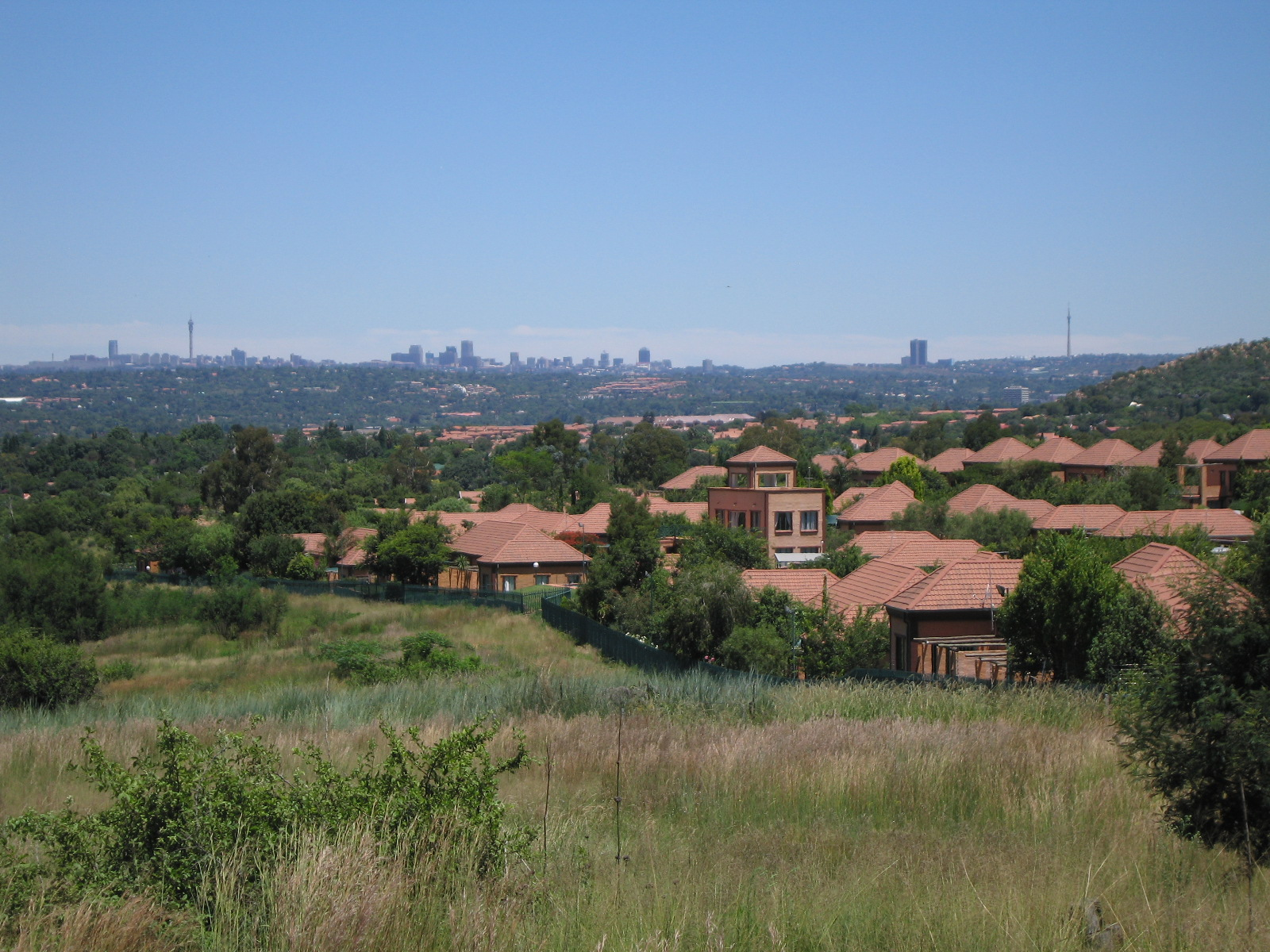
Beverley Gardens, Randburg

Randburg est une ville d'Afrique du Sud située en banlieue de Johannesburg dans la province de Gauteng. Elle est située depuis 2000 dans le 3e arrondissement de la Métropole de Johannesburg. 
Zone d'habitation blanche durant l'apartheid, Randburg est réputée pour ses centres commerciaux, ses parcs d'attractions et ses 32 quartiers résidentiels comme Darrenwood, Linden, Cresta, Aldara Park, Olivedale, Greenside et Emmarentia.

## Histoire de Randburg
À l'origine de la future ville de Randburg se trouvaient les quatre fermes de Klipfontein, Driefontein, Olievenhoutspoort et Boskop, fondés par des pionniers boers au Transvaal dans les années 1850. 
Les terres de Driefontein furent subdivisés progressivement pour devenir les quartiers résidentiels de Kensington B, Beverly Gardens, Brian Brink et Vandia Grove. Les terres de Boskop furent amalgamées avec celles de Klipfontein pour devenir en 1891, Craighall et Ferndale.
Le développement de Johannesburg, à partir de 1886, facilite ensuite celui de ces localités résidentielles très prisées par les hommes d'affaires et les nouveaux riches qui y construisent de luxueuses demeures et imposants manoirs. 
À partir de 1928, toute la zone est progressivement aménagée avec des commerces et desservie par les transports en commun.  
En 1950, les neuf quartiers constitués de la zone résidentielle du nord-ouest de Johannesburg comptent 9 000 habitants. Jusque-là, ces quartiers étaient administrés directement par la ville-centre. Il est alors décidé de les amalgamer et de leur conférer une autonomie administrative. Le 23 mai 1956, une première commission administrative locale fut formée sous la présidence de Robert van Tonder.  
Il fut alors décidé de proposer un nom commun pour désigner l'ensemble de cette banlieue constituée, destinée à devenir une ville autonome. 
Le 20 avril 1959, sur 700 propositions de noms parmi lesquels Fairydale, Serena, Titania, Uniekburg, Venus, Wonderstad, Zuriel, Randburg, Randstad, Mooirand, Aandstilte, Banket, Celeste, Demos ou Ego, le nom de Randburg fut choisi pour désigner la nouvelle municipalité officiellement constituée le 1er juillet 1959. La ville ne va pas cesser dès lors de se développer et devenir une banlieue résidentielle et commerçante réputée. 
En 1968, les autorités municipales de Johannesburg tentent de réintégrer la ville dans leur municipalité ce qui leur est refusé. La juridiction de Randburg est d'ailleurs élargie et fixée à 86 km2 (100 km2 de nos jours).  
En 1975, la ville obtient son propre district juridictionnel et en 1978, les quartiers généraux de la police sud-africaine sont installés dans Randburg.
Au début des années 2000, la ville compte 30 000 habitations et 220 000 habitants. 
La ville perd cependant son autonomie administrative en 2000 lors de son intégration dans la nouvelle municipalité de Johannesburg.

## Toponymie locale
En 2007, plusieurs rues sont rebaptisées comme Hendrik Verwoerd Drive (qui devient Bram Fischer Drive) et Hans Strijdom Drive (Malibongwe Drive).

## Personnalités locales
- Richard "Dick" Enthoven, député de Randburg de 1974 à 1977
- Wynand Malan, député de Randburg de 1977 à 1990
- Marthinus van Schalkwyk, député de Randburg de 1990 à 1994